# Международная минералогическая ассоциация
Международная минералогическая ассоциация, ММА (англ. International Mineralogical Association, IMA) — международная группа, состоящая из 38 национальных огранизаций (на начало 2024 года), целью которой является развитие минералогии. ММА является составной частью Международного союза геологических наук (МСГН). Ассоциация была образована 8 апреля 1958 года.

## Общие сведения

### Цели и задачи
Основной целью является продвижение минералогии как науки, включая систематизацию и стандартизацию накопленных данных. Ассоциация координирует научные исследования, публикует научные результаты и организует международные конференции и семинары. ММА также содействует распространению знаний о минералах и их свойствах как среди научного сообщества, так и среди широкой общественности.

### Комиссии и рабочие группы
Одним из наиболее важных и активных подразделений ММА является Комиссия по новым минералам и названиям минералов, КНМНМ (англ. Council of the New Minerals and Mineral Names, CNMMN), основанная в 1959 году. Эта комиссия отвечает за присвоение названий вновь открытым минералам и пересмотр существующих наименований. Работа комиссии обеспечивает упорядоченность и систематизацию номенклатуры минералов, что способствует точности и ясности научных коммуникаций. В 2006 году была преобразована в Комиссию по новым минералам, номенклатуре и классификации.
Кроме CNMMN, в структуру ММА входят другие специализированные комиссии и рабочие группы, занимающиеся различными аспектами минералогии, включая кристаллографию, физические и химические свойства минералов, а также их происхождение и распространение. Эти подразделения играют ключевую роль в организации научных исследований и разработке новых методологий.

### Публикации и мероприятия
ММА издает несколько престижных научных журналов и монографий, которые охватывают широкий спектр тем в минералогии. Эти публикации служат авторитетными ресурсами для учёных и исследователей, предоставляя доступ к последним достижениям и открытиям в этой области. Кроме того, ММА регулярно проводит международные конгрессы, симпозиумы и воркшопы, которые собирают ведущих специалистов со всего мира для обмена знаниями и обсуждения текущих проблем и тенденций в минералогии.

### Влияние и сотрудничество
Работа ММА имеет значительное влияние на развитие минералогии как науки. Ассоциация содействует установлению международных стандартов и практик, что способствует унификации и согласованности исследований на глобальном уровне. ММА также активно сотрудничает с другими международными и национальными организациями, что позволяет ей эффективно продвигать свои цели и задачи.

## Члены ассоциации
По состоянию на начало 2024 года в ассоциацию входят 38 национальных организаций:
| Номер | Страна                    | Наименование                                                            | Оригинальное наименование                                                |
| ----- | ------------------------- | ----------------------------------------------------------------------- | ------------------------------------------------------------------------ |
| 1     | Аргентина                 | Минералогическая ассоциация Аргентины                                   | Asociacion Mineralogica Argentina                                        |
| 2     | Австралия                 | Геологическое общество Австралии                                        | Geological Society of Australia                                          |
| 3     | Австрия                   | Минералогическая ассоциация Австрии                                     | Österreichische Mineralogische Gesellschaft                              |
| 4     | Бельгия                   | Минералогический союз Бельгии                                           | Union Minéralogique de Belgique (UMIBEL)                                 |
| 5     | Бразилия                  | Бразильское общество геологии                                           | Sociedade Brasileira de Geologia                                         |
| 6     | Болгария                  | Болгарское минералогическое общество                                    | Българско минералогическо дружество                                      |
| 7     | Канада                    | Минералогическая ассоциация Канады                                      | Mineralogical Association of Canada; Association minéralogique du Canada |
| 8     | Китай                     | Китайское общество минералогии                                          | The Chinese Society of Mineralogy                                        |
| 9     | Хорватия                  | Хорватское Геологическое Общество                                       | Hrvatsko Geolosko Drustvo                                                |
| 10    | Чехия                     | Чешское Геологическое Общество                                          | Ceska geologicka spolecnost                                              |
| 12    | Египет                    | Минералогическое общество Египта                                        | وزارة البترول والثروة المعدنية                                           |
| 13    | Финляндия                 | Минералогическое общество Финляндии                                     | Suomen mineraloginen seura r.y.                                          |
| 14    | Франция                   | Французское общество минералогии и кристаллографии                      | Société Française de Minéralogie et de Cristallographie                  |
| 15    | Грузия                    | Минералогическое общество Грузии                                        | საქართველოს მინერალოგიური საზოგადოება                                    |
| 16    | Германия                  | Немецкое минералогическое общество                                      | Deutsche Mineralogische Gesellschaft                                     |
| 17    | Греция                    | Геологическое общество Греции                                           | Ελληνική Γεωλογική Εταιρεία                                              |
| 18    | Венгрия                   | Минералогическая и геохимическая секция Геологического Общества Венгрии | Magyarhoni Földtani Tarsulat, Asvanytan- Geokémoai Szakosztaly           |
| 19    | Индия                     | Минералогическое Общество Индии                                         | Mineralogical Society of India                                           |
| 20    | Италия                    | Итальянское Минералогическое и Петрологическое Общество                 | Società Italiana di Mineralogia e Petrologia                             |
| 21    | Япония                    | Японская Ассоциация минералогических наук                               | 日本鉱物学会                                                             |
| 22    | Республика Корея          | Минералогическое общество Кореи                                         | 한국 광물학회                                                            |
| 24    | Новая Зеландия            | Геологическое общество Новой Зеландии                                   | Geoscience Society of New Zealand                                        |
| 25    | Норвегия                  | Минералогическая группа Геологического Общества Норвегии                | Mineralogisk Gruppe av Norsk Geologisk Forening                          |
| 26    | Польша                    | Минералогическое Общество Польши                                        | Polskie Towarzystwo Mineralogiczne                                       |
| 27    | Португалия                | Геологическое Общество Португалии, минералогическая группа              | Sociedade Geologica de Portugal, Grupo de Mineralogia                    |
| 28    | Румыния                   | Минералогическое общество Румынии                                       | Societatea mineralogică din România                                      |
| 29    | Россия                    | Российское минералогическое общество                                    | Российское минералогическое общество                                     |
| 30    | Словакия                  | Минералогическое общество Словакии                                      | Slovenská mineralogická spoločnosť                                       |
| 31    | Словения                  | Геологическое общество Словении, минералогическая группа                | Geološko društvo Slovenije                                               |
| 32    | ЮАР                       | Минералогическая ассоциация Южной Африки                                | Mineralogical Association of South Africa                                |
| 33    | Испания                   | Испанское общество минералогии                                          | Sociedad Española de Mineralogia                                         |
| 34    | Швеция                    | Шведское минералогическое общество                                      | Svenska Mineralogiska Sällskapet                                         |
| 35    | Швейцария                 | Швейцарское общество минералогии и петрологии                           | Schweizerische Mineralogische und Petrographische Gesellschaft           |
| 36    | Украина                   | Украинское минералогическое общество                                    | Українське мінералогічне товариство                                      |
| 37    | Великобритания и Ирландия | Минералогическое общество Великобритании и Ирландии                     | Mineralogical of Great Britain and Republic of Ireland “United Kingdom”  |
| 38    | США                       | Минералогическое общество США                                           | Mineralogical Society of America                                         |

## Управление ассоциацией
В соответствии с действующей Конституцией и Уставом ММА, ассоциация осуществляет деятельность через рабочие встречи делегатов от организаций-членов (проводятся не реже одного раза в два года) и Совет (англ. Council) ассоциации. Совет избирается на рабочих встречах делегатов из членов организаций, входящих в ассоциацию. Совет избирает Президента ММА из числа всемирно известных минералогов из списка, который готовится и согласовывается с организациями-членами.
Совет состоит из действующего президента ММА, первого и второго вице-президентов, секретаря, казначея, офицера по связям, предыдущего президента («президента в отставке») и пяти рядовых членов Совета. Президент, первый вице-президент, секретарь, казначей и офицер по связям образуют Исполнительный комитет. Президент ММА должен проработать два года в качестве первого вице-президента, затем два года президентом и два года в качестве «президента в отставке».
Президенты ММА по годам:
| Годы             | Президент                      | Президент (en)               | Страна         | Минерал, названный в честь Президента |
| ---------------- | ------------------------------ | ---------------------------- | -------------- | ------------------------------------- |
| 2024—наст. время | Эйдзи Отани                    | Eiji Ohtani                  | Япония         |                                       |
| 2022—2024        | Ханс-Петер Шертль              | Hans-Peter Schertl           | Германия       |                                       |
| 2020—2022        | Аньхуай Лу                     | Anhuai Lu                    | Китай          |                                       |
| 2018—2020        | Патрик Кордье                  | Patrick Cordier              | Франция        |                                       |
| 2016—2018        | Питер Бёрнс                    | Peter C. Burns               | США            | Бёрнсит                               |
| 2014—2016        | Сергей Владимирович Кривовичев | Sergey V. Krivovichev        | Россия         | Кривовичевит                          |
| 2012—2014        | Вальтер Мареш                  | Walter Maresch               | Германия       |                                       |
| 2010—2012        | Эккехарт Тилльманнс            | Ekkehart Tillmanns           | Австрия        | Тилмансит                             |
| 2006—2010        | Такамицу Яманака               | Takamitsu Yamanaka           | Япония         |                                       |
| 2002—2006        | Ян Парсонс                     | Ian Parsons                  | Великобритания |                                       |
| 1998—2002        | Энтони Налдретт                | Anthony (Tony) J. Naldrett   | Канада         | Налдреттит                            |
| 1994—1998        | Стефано Мерлино                | Stefano Merlino              | Италия         | Мерлиноит                             |
| 1990—1994        | Се Сяньдэ                      | Xiande Xie                   | Китай          | Сиит                                  |
| 1986—1990        | Питер Джон Уайли               | Peter John Wyllie            | США            | Уайлиит                               |
| 1982—1986        | Иван Николов Костов            | Ivan Kostov (Nikolov)        | Болгария       | Костовит                              |
| 1978—1982        | Клод Гиймен                    | Claude (Jean Guy) Guillemin  | Франция        | Гийменит                              |
| 1974—1978        | Владимир Степанович Соболев    | Vladimir Stepanovich Sobolev | СССР           | Соболевит                             |
| 1970—1974        | Карл Гуго Штрунц               | Karl Hugo Strunz             | ФРГ            | Струнцит                              |
| 1964—1970        | Сесил Эдгар Тилли              | Cecil Edgar Tilley           | Великобритания | Тиллеит                               |
| 1960—1964        | Дэниэл Джером Фишер            | Daniel Jerome Fisher         | США            | Джерфишерит                           |
| 1958—1960        | Роберт Люлинг Паркер           | Robert Lüling Parker         | ФРГ            | Паркерит                              |